# Combiné nordique aux Jeux olympiques de la jeunesse d'hiver de 2024
Navigation
2020 2028
Les concours de combiné nordique aux Jeux olympiques de la jeunesse d'hiver de 2024 ont lieu le 29 et 31 janvier 2024 au complexe alpin d'Alpensia (centre de saut et centre de ski de fond) à Pyeongchang en Corée du Sud. Ce sont les mêmes infrastructures utilisés pour les Jeux olympiques d'hiver de 2018.

## Qualifications
Chaque comité peut s'engager sur chaque concours individuel deux athlètes. Pour être éligibles, les participants doivent être nés entre le 1er janvier 2006 et le 31 décembre 2008. Le pays hôte est assuré de deux quota par épreuve individuelle.
Tous les CNO classé au Trophée Marc Hodler de combiné nordique aux Championnats du monde juniors de ski nordique FIS 2023 et le pays hôte ont droit à un quota de deux athlètes masculins et de deux athlètes féminines. Les championnats ont eu lieu du 27 janvier au 5 février 2023 Whistler/Squamish.
| Rang | Pays       | Mixte | Hommes Indiv. | Hommes Équipe | Femmes Indiv. | Total |
| ---- | ---------- | ----- | ------------- | ------------- | ------------- | ----- |
| 1    | Allemagne  | 9     | 13            | 10            | 15            | 10    |
| 2    | Autriche   | 10    | 8             | 8             | 15            | 9     |
| 3    | Italie     | 8     | 10            | -             | 10            | 8     |
| 4    | Norvège    | 7     | 9             | 9             | 1             | 7     |
| 5    | États-Unis | 4     | 6             | -             | 7             | 6     |
| 6    | Tchéquie   | -     | 5             | 6             | -             | 5     |
| 7    | Slovénie   | 5     | -             | 5             | -             | 4     |
| 8    | Finlande   | 6     | -             | -             | 2             | 3     |
| 9    | Japon      | -     | 1             | -             | 3             | 2     |
| 9    | Pologne    | -     | -             | 4             | -             | 2     |

Toutes les places de quota restantes seront distribuées aux CNO non encore qualifiés avec un maximum d'un athlète par sexe et par CNO, selon le classement des athlètes du CNO respectif dans l'épreuve individuelle de combiné nordique masculin ou féminin aux championnats du monde juniors de ski nordique FIS 2023, jusqu'à ce que le quota maximum de 32 hommes et 32 femmes soit atteint.
S'il restait des quota non attribués, la FIS choisirait comme classement de référence les coupes continentales juniors.
Pour participer à l'épreuve par équipes, les CNOS doivent être en capacité d'aligner deux athlètes masculins et deux athlètes féminines déjà qualifiés.
La Corée du Sud, qualifiée d'office en tant que pays hôte, choisit de ne pas aligner de compétiteurs.
| Nb d'athlètes | Hommes                                                                               | Femmes |
| ------------- | ------------------------------------------------------------------------------------ | --- |
| 2 athlètes    | Allemagne Autriche Tchéquie Finlande France États-Unis Italie Japon Norvège Slovénie | Allemagne Autriche Estonie Tchéquie Finlande France États-Unis Italie Japon Norvège Pologne Slovaquie Slovénie Suisse Ukraine |
| 1 athlète     | Suisse                                                                               | |

## Résumé des courses
Lors de la course féminine, la favorite Minja Korhonen (de) est en tête du concours de saut,. Elle réalise le plus long saut du concours à 103,5 m ce qui lui permet de disposer de 19 s d'avance sur Teja Pavec qui a sauté à 100 m. La Finlandaise Heta Hirvonen est troisième mais à près d'une minute de sa compatriote. Lors de la course de ski de fond, Minja Korhonen fait la course seule en tête et elle l'emporte avec plus de 40 s d'avance sur Teja Pavec. Pour la troisième place, Heta Hirvonen ne peut résister au retour de Tia Malovrh.
Chez les hommes, Andreas Gfrerer réalise le plus long saut saut du jour à 112 m. Ce saut lui permet de disposer de 28 s d'avance sur le Slovaque Hektor Kapustik et de 34 s d'avance sur Eemeli Kurttila. Lors de la course de ski de fond, Andreas Gfrerer réalise une course en solitaire et il l'emporte. Derrière, la bataille pour les deux autres places sur le podium est plus serrée. Trois athlètes se jouent les deux médailles restantes. Il s'agit de l'Italien Manuel Senoner parti en quatrième position à 35 s, de David Liegl parti en sixième position à 46 s et de Jonathan Graebert parti en septième position à 57 s. Manuel Senoner prend la deuxième position et il termine à une vingtaine de secondes du vainqueur. Au sprint, Jonathan Graebert remporte la troisième place devant David Liegl.
Lors de la course par équipes, la Norvège composée de Nora Helene Evans, Sverre Kumar Lundeby, Erik Leiraamo et Ingrid Laate est en tête à l'issue de l'épreuve de saut. La Finlande emmenée par Minja Korhonen (de) est deuxième à 13 s. L'Italie est troisième à 15 s. Lors de la course de ski de fond, la Finlande profite des bons temps de ski de Peter Raisanen et Minja Korhonen pour l'emporter. La Slovénie, partie en sixième position, réalise une remontée et elle termine en deuxième position. L'Italie parvient à conserver la troisième place. L'Autriche termine quatrième devant la Norvège, la France, le Japon et l'Allemagne.

## Résultats
| Épreuve                                           | Or                                                                          | Or            | Argent                                                                   | Argent        | Bronze                                                                  | Bronze        |
| ------------------------------------------------- | --------------------------------------------------------------------------- | ------------- | ------------------------------------------------------------------------ | ------------- | ----------------------------------------------------------------------- | ------------- |
| Individuel masculin tremplin normal / 6km         | Andreas Gfrerer                                                             | 13 min 23 s 1 | Manuel Senoner                                                           | 13 min 47 s 4 | Jonathan Gräbert                                                        | 14 min 8 s 2  |
| Individuel féminin tremplin normal / 4km          | Minja Korhonen (de)                                                         | 10 min 2 s 7  | Teja Pavec                                                               | 10 min 49 s 9 | Tia Malovrh                                                             | 11 min 14 s 0 |
| Compétition par équipes tremplin normal / 4x3.3km | Finlande- Eemeli Kurttila - Heta Hirvonen - Minja Korhonen - Peter Räisänen | 34:09.2       | Slovénie- Aljaž Janhar - Tia Malovrh - Teja Pavec - Lovro Percl Seručnik | 34:23.6       | Italie- Bryan Venturini - Giada Delugan - Anna Senoner - Manuel Senoner | 34:32.4       |

## Tableau des médailles
| Rang  | Nation    | Or | Argent | Bronze | Total |
| ----- | --------- | -- | ------ | ------ | ----- |
| 1     | Finlande  | 2  | 0      | 0      | 2     |
| 2     | Autriche  | 1  | 0      | 0      | 1     |
| 3     | Slovénie  | 0  | 2      | 1      | 3     |
| 4     | Italie    | 0  | 1      | 1      | 2     |
| 5     | Allemagne | 0  | 0      | 1      | 1     |
| Total | Total     | 3  | 3      | 3      | 9     |